# Burgess Island (Antarktika)
Burgess Island ist eine kleine, längliche und bis zu 3 m hohe Insel in der Prydz Bay an der Ingrid-Christensen-Küste des ostantarktischen Prinzessin-Elisabeth-Lands. In nordost-südwestlicher Ausrichtung liegt sie 4,3 km westlich von Cook Island.
Das Antarctic Names Committee of Australia benannte sie 1992 nach Jim Burgess von der University of New South Wales, der im Rahmen der Australian National Antarctic Research Expeditions 1987 als Limnologe auf Law-Racoviță-Station tätig war und umfassende geomorphologische Untersuchungen in den Larsemann Hills vorgenommen hatte.